# Castillo de Wörth
El castillo de Wörth (en alemán: Schlösschen Wörth, en alemán suizo: Schlössli Wörth) es una fortificación en el municipio de Neuhausen am Rheinfall en el cantón de Schaffhausen, Suiza, ubicada en una pequeña isla en la cuenca de las cataratas del Rin.

## Geografía y nombre
El castillo acuático se encuentra en la poza de las cataratas del Rin (Rheinfall), construido en una pequeña isla del río Rin, en el municipio de Neuhausen am Rheinfall, cantón de Schaffhausen, frente al castillo de Laufen, cantón de Zúrich. El Schlössli (del alemán Schloss, que significa «castillo») debe su nombre a su ubicación en una pequeña isla bañada por las aguas de las cataratas del Rin, antiguamente conocida como Werd, que literalmente significa «isla fluvial».